# Magdalenamyrfågel
Magdalenamyrfågel (Sipia palliata) är en fågel i familjen myrfåglar inom ordningen tättingar.

## Utbredning och systematik
Fågeln förekommer i Andernas nordsluttning i Colombia och nordvästra Venezuela (Zulia, Mérida). Den behandlas som monotypisk, det vill säga att den inte delas in i några underarter.

## Status
IUCN kategoriserar arten som nära hotad.

## Namn
Magdalena är en flod och dalgång i colombianska Anderna.